# Tongibari
Tongibari (en bengali : টঙ্গিবাড়ী) est une upazila du Bangladesh dans le district de Munshiganj.

## Démographie
Selon le recensement du Bangladesh de 2011, l'upazila de Tongibari comptait 42 199 ménages et une population de 197 173 habitants, dont 41 986 (21,29 %) avaient moins de 10 ans. Tongibari avait un taux d'alphabétisation (7 ans et plus) de 57,09 %, comparé à la moyenne nationale de 51,8 %, et un rapport de masculinité de 1 010 femmes pour 1 000 hommes. 17 706 habitants (8,98 %) vivaient dans des zones urbaines,.
| Religions dans l'upazila (2011) | Religions dans l'upazila (2011) | Religions dans l'upazila (2011) | Religions dans l'upazila (2011) | Religions dans l'upazila (2011) |
| ------------------------------- | ------------------------------- | ------------------------------- | ------------------------------- | ------------------------------- |
| Religion                        |                                 |                                 | Pourcentage                     |                                 |
| Islam                           | Islam                           |                                 | 92,28 %                         | 92,28 %                         |
| Hindouisms                      | Hindouisms                      |                                 | 7,71 %                          | 7,71 %                          |
| Autres religions                | Autres religions                |                                 | 0,01 %                          | 0,01 %                          |

Selon le recensement antérieur de 1991, Tongibari compte une population de 176 881 habitants. Les hommes représentent 52,46 % de la population et les femmes 47,54 %. La population totale de cette upazila est de 83 593 personnes. Le taux d'alphabétisation moyen de Tongibari est de 35,6 % (7 ans et plus), alors que la moyenne nationale est de 32,4 %.

## Administration
L'Upazila de Tongibari est divisée en 12 unions council (en) :
- Abdullapur ;
- Arial Baligaon ;
- Autasahi ;
- Betka ;
- Dhipur ;
- Dighirpar ;
- Hasaila Banari ;
- Joslong ;
- Kamarkhara ;
- Kathadia Shimolia ;
- Panchgaon ;
- Sonarong Tongibari.

Les union parishads sont subdivisés en 113 mouza (en) et 151 villages.